# Lorenzo Milá
Lorenzo Milá Mencos (Esplugues de Llobregat, 8 ottobre 1960) è un giornalista spagnolo, corrispondente dall'Italia per TVE.

## Biografia
È figlio di José Luis Milá Sagnier, conte di Montseny; fratello minore di Mercedes Milá (anch'essa giornalista televisiva); è sposato con Sagrario Ruiz de Apodaca (anche lei giornalista televisiva) e ha tre figli.
Milá si è laureato in Scienze dell'Informazione nel 1978 presso l'Università di Barcellona. Ha iniziato la sua carriera come giornalista sportivo, lavorando come montatore per il quotidiano Sport. Dal 1986 ha iniziato a collaborare a vari spettacoli di TVE. Tra il 1988 e l'89, visse a Londra e lavorò per Screensport. Successivamente è tornato in Spagna e ha continuato a lavorare presso il centro TVE di Sant Cugat nell'area sportiva.
Nel 1994, Milá si trasferisce a Madrid per lavorare alle trasmissioni di notizie di recente creazione su La 2 Noticias, che ha diretto fino al 2003. Queste trasmissioni avevano uno stile nuovo e venivano generalmente percepite come indipendenti e meno orientate dal governo rispetto a quelle del Telediario su La 1. sia Milá che il programma hanno ricevuto numerosi riconoscimenti.
Da settembre 2003 a settembre 2004, Milá è inviato a Washington, come corrispondente straniero aggiunto, accompagnando sua moglie, che era la principale corrispondente. Successivamente Carmen Caffarel, nuovo amministratore delegato di RTVE, nomina Milá conduttore principale dell'edizione notturna del Telediario, nel tentativo di superare i telegiornali di Antena 3.
Il 31 luglio 2009, Milá ha condotto il suo ultimo Telediario prima di tornare a Washington come corrispondente di TVE.
Nel 2014 diventa corrispondente estero di TVE dall'Italia, con sede a Roma.